# ينس إريكسن
ينس إريكسن (بالدنماركية: Jens Eriksen)‏ هو لاعب كرة الريشة دنماركي، ولد في 30 ديسمبر 1969 في كوبنهاغن في الدنمارك.

## وصلات خارجية
- ينس إريكسن على موقع BWF.tournamentsoftware.com (الإنجليزية)
- ينس إريكسن على موقع BWFbadminton.com (الإنجليزية)
- ينس إريكسن على موقع اللجنة الأولمبية الدولية (الإنجليزية)
- ينس إريكسن على موقع أوليمبيديا (الإنجليزية)